# Балетная труппа Башкирского государственного театра оперы и балета
Балетная труппа Башкирского государственного театра оперы и балета
Здесь приведён список солистов балета, входивших в труппу Башкирского государственного театра оперы и балета.

## Руководство балетной труппы
Куватова, Леонора Сафыевна  - художественный руководитель балетной труппы, народная артистка России и Башкортостана, лауреат Государственной премии им. С. Юлаева и премии журнала "Балет" - "Душа танца"
Абдульманова Гузэлия Закировна  - директор балетной труппы, заслуженная артистка Башкортостана

## Педагоги-репетиторы
- Абушахманов Ринат Ахтямович - заслуженный артист Башкортостана

- Журавлёв Вячеслав Игоревич

- Мустаева, Фарида Хашимовна

- Мухаметов, Руслан Радальевич - народный артист Башкортостана

- Сабирова Галина Георгиевна - заслуженная артистка Башкортостана и Таджикистана

- Терегулова Беата Раильевна

- Фомина, Елена Юрьевна - народная артистка Башкортостана

- Шапкина, Людмила Васильевна - народная артистка Башкортостана, лауреат премии СТД России им. Е.Максимовой

## Ведущие солисты
- Мавлюкасова, Гульсина Галимовна — прима-балерина, народная артистка Башкортостана, дипломант и призёр международных конкурсов

- Маняпов, Ильдар Ильдусович — премьер, заслуженный артист Башкортостана

- Насретдинова, Зайтуна Агзамовна (14.08.1923, Уфа — 1.10.2009, Уфа) — народная артистка СССР (1955), прима-балерина, педагог.

- Сулейманова, Гузель Галеевна (25.02.1927, Уфа — 14.4.1969, Уфа) — народная артистка РСФСР (1955), БАССР (1952)[2].

- Сулейманова, Гузель Наилевна — прима-балерина, заслуженная артистка России, народная артистка Башкортостана, лауреат международных конкурсов, лауреат Государственной премии им.С.Юлаева и Республиканской молодёжной премии им.Ш.Бабича

- Фомина, Елена Юрьевна  — прима-балерина, народная артистка Башкортостана

## Исполнители ведущих и сольных партий
- Абулханов Руслан Амирович

- Абушахманов Ринат Ахтямович - народный артист Башкортостана

- Брынцев Андрей Николаевич - народный артист Башкортостана

- Закирова, Римма Раисовна - народная артистка Башкортостана, лауреат премии Международной организации "ТЮРКСОЙ"

- Исаева Валерия Александровна - заслуженная артистка Башкортостана, лауреат всероссийского и дипломант международного конкурсов

- Исхаков Рустам Айратович - народный артист Башкортостана

- Марасанов Дмитрий Валерьевич - заслуженный артист Башкортостана

- Мухаметов, Руслан Радальевич - народный артист Башкортостана

- Новичков Артур Викторович

- Халитова Гульнара Радиковна - заслуженная артистка Республики Башкортостан, лауреат международного конкурса

- Хасанова Анна Владимировна - заслуженная артистка Башкортостана

- Шайбаков Олег Вадимович

## Исполнители сольных партий
- Аксакова Эльмира Радиковна

- Асфатуллин Арслан Салаватович

- Бикбулатов Сергей Рустемович

- Валеев Айдар Робертович

- Валеев Альберт Галиевич

- Валеева Римма Николаевна

- Гаврюшина Софья Александровна

- Галин Рафаэль Михайлович

- Доброхвалов Артем Николаевич

- Журавлёв Вячеслав Игоревич

- Зайнигабдинова Лилия Фанисовна

- Крючкова Анастасия Алексеевна

- Купцов Максим Евгеньевич

- Майоренко Анна Владимировна

- Потапова Ольга Иннокентьевна

- Сулейманов Саръян Салихович

- Терегулова Беата Раильевна

- Фатыхов Булат Раисович

- Чыонг Ирина Тхоевна

- Шакиров Динар Маратович

## Кордебалет
- Алексеев Данила Александрович

- Амантаев Искандер Альбертович

- Ахмадуллина Агата Радиковна

- Варакин Евгений Александрович

- Гимазетдинова Наталья Маратовна

- Евгенов Павел Викторович

- Журавлёва Айгуль Ильдаровна

- Зараменская Кира Сергеевна

- Зиганшина Азалия Равилевна

- Зубайдуллин Арслан Айдарович

- Крюгер Наталья Валерьевна

- Ломова Светлана Владимировна

- Любавцева Татьяна Александровна

- Ляликова Наталья Михайловна

- Матвеев Владислав Александрович

- Насонова Гульнара Зифовна

- Насонова София Андреяновна

- Радышевцева Ирина Владимировна

- Семенова Александра Александровна

- Титов Алексей Владимирович

- Усманова Альбина Миннисалиховна

- Ханафиева Лейсен Аглямовна

- Хачатрян Софик Самвеловна

- Хурматуллин Ромен Фларитович

- Шафикова Маргарита Дамировна

## Пластическая группа
- Азнабаева Анна Шаукатовна

- Амантаева Альбина Амировна

- Ахияров Ильшат Баязитович

- Бирюкова Надежда Викторовна

- Большакова Светлана Сергеевна

- Галимханов Марат Габдулахатович

- Логвинкова Виктория Борисовна

## Концертмейстеры балетной группы
- Байкова Гульсум Галимзяновна - заслуженная артистка Башкортостана

- Ирназарова Лена Фазулловна - заслуженная артистка Башкортостана

- Кашапова Лиана Мадегамовна

- Севастьянова Людмила Юрьевна